# 南乐站
南乐站位于中华人民共和国河南省濮阳市南乐县千口镇樊村西侧，是济郑高速铁路上的一座车站，2023年12月8日随济郑高铁山东段开通而投入使用，车站规模为2台4线。